# Moritz Oswald (Fußballspieler)
Moritz Oswald (* 5. Jänner 2002) ist ein österreichischer Fußballspieler.

## Karriere

### Verein
Oswald begann seine Karriere beim SC Perchtoldsdorf. Zur Saison 2010/11 wechselte er in die Jugend des FC Admira Wacker Mödling. Im März 2012 schloss er sich dem SK Rapid Wien an, bei dem er ab der Saison 2016/17 auch in der Akademie spielte.
Im Juni 2019 debütierte er gegen den FC Admira Wacker Mödling II für die Amateure von Rapid in der Regionalliga. Dies blieb sein einziger Einsatz in der Saison 2018/19. In der Saison 2019/20 kam er nur in der Akademie zum Einsatz und spielte nicht für die Amateure. Diese stiegen ohne ihn in der Saison 2019/20 in die zweite Liga auf.
Sein Debüt in der zweithöchsten Spielklasse gab Oswald im September 2020, als er am ersten Spieltag der Saison 2020/21 gegen den FC Liefering in der 85. Minute für Elias Felber eingewechselt wurde. Dies blieb in der Saison 2020/21 sein einziger Zweitligaeinsatz. Im Oktober 2021 machte er bei seinem Kaderdebüt für die Profis gegen den TSV Hartberg seine erste Partie in der Bundesliga.

### Nationalmannschaft
Oswald gab im September 2022 gegen Montenegro sein Debüt für die österreichische U-21-Auswahl.